# Ан-Насіра (нохія)
Ан-Насіра (араб. ناحية الناصرة) — нохія у Сирії, що входить до складу району Тель-Калях провінції Хомс. Адміністративний центр — м. Ан-Насіра.
| Сирія | Це незавершена стаття з географії Сирії. Ви можете допомогти проєкту, виправивши або дописавши її. |